# Nishinoumi Kajirō III.

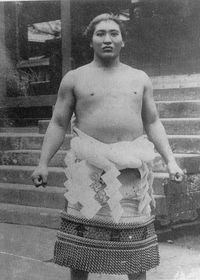
Nishinoumi Kajirō III in den 1920er Jahren

Nishinoumi Kajirō III. (jap. 西ノ海 嘉治郎(三代目), eig. Matsuyama Isesuke (松山 伊勢助); * 2. November 1890 in Kagoshima; † 1933) war ein japanischer Sumōkämpfer und der 30. Yokozuna, gleichzeitig der dritte Yokozuna dieses Namens.
Nishinoumi, ein Rikishi des Stalles Izutsu-beya, begann seine Karriere im Alter von 20 Jahren und war zuerst unter dem Ringnamen Genjiyama bekannt. Beim Hatsu-Basho im Januar 1915 schaffte er den Aufstieg in die Sekitori-Ränge, ein Jahr später rückte er bis in die Makuuchi-Division vor. 1923 wurde Nishinoumi, der seinen Namen zu Ehren zweier früherer Großmeister übertragen bekam, zum Yokozuna befördert. Nishinoumi konnte dennoch in seiner gesamten Karriere nur einen einzigen Turniersieg verbuchen. Im Oktober 1928 trat er von seinem Amt zurück.